# Broomella vitalbae
Broomella vitalbae är en svampart som först beskrevs av Berk. & Broome, och fick sitt nu gällande namn av Pier Andrea Saccardo 1883. Broomella vitalbae ingår i släktet Broomella och familjen Amphisphaeriaceae.   Inga underarter finns listade i Catalogue of Life.